# Freimettigen
Freimettigen là một đô thị ở huyện Konolfingen ở bang Bern ở Thụy Sĩ. Đô thị này có diện tích 2,95 km², dân số năm tháng 12 năm 2018 là 466 người.